# Route nationale 4 (Cambodge)
Pour les articles homonymes, voir Route nationale 4.
La route nationale 4 est une des routes nationales du Cambodge. D'une longueur de 230 kilomètres, elle relie la capitale cambodgienne à la province de Sihanoukville. La route débute à l'ouest de Phnom Penh, près de l'aéroport international, à la jonction de l'avenue Pochentong. Elle se dirige ensuite vers le sud-est, en traversant les provinces de Kampong Spoe, Kaoh Kong et de Sihanoukville.

## Histoire
La route est construite dans les années 1950, en même temps que le port maritime international de Sihanoukville. 